# Socialistische Volksrepubliek Albanië
De Socialistische Volksrepubliek Albanië (Albanees: Republika Popullore Socialiste e Shqipërisë) was van 28 december 1976 tot 30 april 1991 de benaming van het Zuid-Europese land Albanië. Albanië werd in die periode bestuurd door de communistische Albanese Partij van de Arbeid (Albanees: Partia e Punës e Shqipërisë), een partij die al sinds 1946 aan de macht was. Vóór 1976 werd Albanië aangeduid als de Volksrepubliek Albanië (Albanees: Republika Popullore e Shqipërisë).
De term "Socialistische Volksrepubliek Albanië" ontstond op 28 december 1976, toen het land conform de grondwet van de volksrepubliek werd "gepromoveerd" tot socialistische volksrepubliek. Dit hield in dat Albanië het stadium van volksdemocratie (1946-1976) "succesvol" was verlopen en daarom het recht had zich een socialistische staat te noemen. Volgens de communistische denkbeelden uit die dagen zou het niet lang meer duren voordat Albanië het stadium van volkmaaktheid had bereikt en zich een communistische republiek kon gaan noemen.
De nieuwe grondwet van Albanië - de derde sinds 1946 - bedeelde de Albanese Partij van de Arbeid een speciale rol toe, verbood godsdienst, bureaucratie en liberalisme en omschreef de taken van de Volksvergadering (Kuvendi Popullor), het schijnparlement.

## Internationale betrekkingen
Tijdens de periode dat Albanië een socialistische volksrepubliek was, was het een vrijwel compleet geïsoleerd land. Albanië onderhield geen officiële diplomatieke betrekkingen met bijvoorbeeld de Sovjet-Unie en de Volksrepubliek China, omdat met deze staten meningsverschillen bestonden over de koers van het internationale communisme. Met de Verenigde Staten van Amerika, Groot-Brittannië en de meeste andere grote landen bestonden eveneens geen betrekkingen. Wel werden betrekkingen onderhouden met Frankrijk, Italië, Nederland, België en andere kleinere landen. De economie van het geïsoleerde land holde hard achteruit, onder meer omdat de productie achterbleef vanwege de verouderde machines in de fabrieken.

## Politieke moorden
Op 18 december 1981 werd het lichaam van premier Mehmet Shehu - en tweede man in de hiërarchie na dictator Enver Hoxha - in de slaapkamer van diens appartement in Tirana aangetroffen. Volgens de officiële lezing had Shehu zelfmoord gepleegd nadat de Sigurimi (staatsveiligheidsdienst) had ontdekt dat Shehu een spion was in dienst van de CIA, de KGB, MI5 en de Joegoslavische UDBA. Later bleek dat Shehu was vermoord omdat hij zich kantte tegen het isolationisme van Enver Hoxha.

## Voorzichtig einde isolement
Op 11 april 1985 overleed  op 76-jarige leeftijd Enver Hoxha, de man die sinds 1941 eerste secretaris van de communistische Albanese Partij van de Arbeid (Partia e Punës e Shqipërisë) en sinds 1946 de onbetwiste leider van Albanië was geweest. Hij werd als eerste secretaris van de PPSh opgevolgd door staatshoofd (voorzitter van Presidium van de Volksvergadering) Ramiz Alia. In 1986 hadden de aanhangers van Alia de meerderheid in het Politbureau van de PPSh. Alia was een dogmatische communist, net als Hoxha was geweest, maar was wel voorstander van het doorbreken van het isolement. Albanië knoopte betrekkingen aan met meerdere landen (behalve de USSR en de VS) en woonde in 1989 zelfs een Balkanconferentie bij.
Ondanks het voorzichtig doorbreken van het isolement waarin Albanië verkeerde, besloot Alia in eerste instantie niet om binnenlandse hervormingen door te voeren. Pas aan het einde van de jaren tachtig moedigde Alia de intelligentsia aan om zich kritischer op te stellen ten opzichte van het regime. Ook pakte hij de bureaucratie aan. Godsdienst, sinds 1967 verboden, werd weer oogluikend toegestaan. Ramiz Alia noemde godsdienst "een privéaangelegenheid."
Als gevolg van de omwentelingen in Oost-Europa, nam de roep om hervormingen in Albanië toe. Alia besloot zich vanaf 1990 op te werpen als een soort hervormer. Hij trachtte het hervormingsproces zelf te sturen. In april 1990 werd het verbod op religieuze propaganda opgeheven, ofschoon Albanië formeel nog een atheïstische staat bleef. In juli 1990 werd het privé-ondernemerschap voor sommige beroepsgroepen ingevoerd. In de loop van 1990 werd bepaald dat topfuncties binnen de PPSh alleen nog maar voor één enkele termijn mochten worden bekleed. In november 1990 nam de Volksvergadering (Kuvendi Popullor) een nieuwe kieswet an die het bij verkiezingen mogelijk maakte om uit meer dan één kandidaat per zetel te kiezen. De regering was echter niet van plan om oppositiepartijen toe te staan.

## Meerpartijenstelsel
Toen echter op 11 december 1990 door de cardioloog Sali Berisha en econoom Gramoz Pashko de Democratische Partij van Albanië (Partia Demokratike e Shqipërisë) oprichtte, werd deze partij op 12 december 1990 toegelaten en geregistreerd. Korte tijd hierna verrezen nog tal van oppositiepartijen en brokkelde de macht van de PPSh af.
In december 1990 werd Nexhmije Hoxha, de weduwe van Enver Hoxha, als voorzitster van het Democratisch Front (overkoepelende organisatie waarbij o.a. de vrouwenbonden en vakbonden waren aangesloten) ontslagen en gearresteerd. Premier (Voorzitter van de Ministerraad) Adil Çarçani volgde haar op als voorzitter van het Democratisch Front. In december 1990 werd godsdienst weer toegestaan, hoewel het vrijgeven van Kerken en Moskeeën maar langzaam verliep.
Aan het begin van 1991 kondigde Alia parlementsverkiezingen aan waaraan alle geregistreerde partijen mochten deelnemen. Deze parlementsverkiezingen werden in maart 1991 gehouden en dankzij het conservatief stemmende platteland gewonnen door de PPSh. De hervormingsgezinde communist Fatos Nano werd premier.

## Republiek Albanië
Op 30 april 1991 werd de landsnaam van de Socialistische Volksrepubliek Albanië gewijzigd in Republiek Albanië (Republika e Shqipërisë). Het ambt van Voorzitter van het Presidium van de Volksvergadering afgeschaft en vervangen door dat van president (mei 1991). Ramiz Alia werd tot eerste president gekozen. Volgens de nieuwe grondwet - aangenomen in het voorjaar van 1991 - moest hij al zijn partijfuncties neerleggen. Fatos Nano moest in juni 1991 als premier aftreden en werd vervangen door partijgenoot Yilli Bufi, die op zijn beurt in december 1991 werd opgevolgd door Vilson Ahmeti, de eerste niet-communistische premier sinds het uitbreken van de Tweede Wereldoorlog.

## Leiders
| Eerste secretarissen van de Albanese Partij van de Arbeid                                           | Eerste secretarissen van de Albanese Partij van de Arbeid | Eerste secretarissen van de Albanese Partij van de Arbeid | Eerste secretarissen van de Albanese Partij van de Arbeid | Eerste secretarissen van de Albanese Partij van de Arbeid | Eerste secretarissen van de Albanese Partij van de Arbeid | Eerste secretarissen van de Albanese Partij van de Arbeid | Eerste secretarissen van de Albanese Partij van de Arbeid | Eerste secretarissen van de Albanese Partij van de Arbeid |
| --------------------------------------------------------------------------------------------------- | --------------------------------------------------------- | --------------------------------------------------------- | --------------------------------------------------------- | --------------------------------------------------------- | --------------------------------------------------------- | --------------------------------------------------------- | --------------------------------------------------------- | --------------------------------------------------------- |
| Enver Hoxha                                                                                         | 8 november 1941 - 11 april 1985 (†)                       |                                                           |                                                           |                                                           |                                                           |                                                           |                                                           |                                                           |
| Interim driemanschap                                                                                | 11 april - 13 april 1985                                  |                                                           |                                                           |                                                           |                                                           |                                                           |                                                           |                                                           |
| Ramiz Tafë Alia                                                                                     | 13 april 1985 - 4 mei 1991                                |                                                           |                                                           |                                                           |                                                           |                                                           |                                                           |                                                           |
| Staatshoofden                                                                                       |                                                           |                                                           |                                                           |                                                           |                                                           |                                                           |                                                           |                                                           |
| Haxhi Lleshi Voorzitter van het Presidium van de Volksvergadering                                   | 1 augustus 1953 - 22 november 1982                        | PPSh                                                      |                                                           |                                                           |                                                           |                                                           |                                                           |                                                           |
| Ramiz Tafë Alia Voorzitter van het Presidium van de Volksvergadering; sinds 30 april 1991 president | 22 november 1982 - 3 april 1992                           | PPSh; 1991 partijloos                                     |                                                           |                                                           |                                                           |                                                           |                                                           |                                                           |
| Premiers                                                                                            |                                                           |                                                           |                                                           |                                                           |                                                           |                                                           |                                                           |                                                           |
| Mehmet Shehu                                                                                        | 20 juli 1954 - 18 december 1981 (†)                       | PPSh                                                      |                                                           |                                                           |                                                           |                                                           |                                                           |                                                           |
| Adil Çarçani                                                                                        | 18 januari 1982 - 22 februari 1991                        | PPSh                                                      |                                                           |                                                           |                                                           |                                                           |                                                           |                                                           |
| Fatos Thanas Nano                                                                                   | 22 februari 1991 - 5 juni 1991                            | PPSh                                                      |                                                           |                                                           |                                                           |                                                           |                                                           |                                                           |